# Agrostophyllum paniculatum
Agrostophyllum paniculatum är en orkidéart som beskrevs av Johannes Jacobus Smith. Agrostophyllum paniculatum ingår i släktet Agrostophyllum och familjen orkidéer. Inga underarter finns listade i Catalogue of Life.